# Baulne-en-Brie
Baulne-en-Brie je francouzská obec v departementu Aisne v regionu Hauts-de-France. V roce 2012 zde žilo 262 obyvatel.

## Poloha
Obec leží u hranic departementu Aisne s departementem Marne, tedy u hranic regionu Hauts-de-France s regionem Grand Est. Sousední obce jsou: Le Breuil (Marne), Celles-lès-Condé, Condé-en-Brie, La Chapelle-Monthodon, Montigny-lès-Condé, Pargny-la-Dhuys, Saint-Agnan a Verdon (Marne).

## Vývoj počtu obyvatel
Počet obyvatel